# Beyond the Sixth Seal
Beyond the Sixth Seal est un groupe de death metal et metalcore américain, originaire de Weymouth, dans le Massachusetts. Il s'agit d'un projet parallèle formé par Mike McKenzie et Greg Weeks de The Red Chord.

## Biographie
Beyond the Sixth Seal est un projet parallèle, formé en 1998 à Weymouth, dans le Massachusetts, de Mike McKenzie et Greg Weeks de The Red Chord. Il est initialement formé comme groupe de thrash metal qui publiera par la suite quelques démos. En été 2000, le bassiste Adam Wentworth (The Red Chord) se joint à BTSS pour enregistrer leur premier EP, A Homicide Divine, au début de 2001.
Après une tournée européenne, et quelques concerts aux États-Unis, le groupe se met à écrire un album studio. Earth and Sphere est écrit pendant que le groupe effectue de grands changements dans sa formation, Adam endossant le rôle de guitariste, et le groupe assistant au départ de Rob Devlin (guitare) et Lawrence Kwong (chant). Earth and Sphere est bien accueilli par la presse spécialisée,. Beyond the Sixth Seal continue dans sa lancée tandis qu'il cherche des remplaçants. Le premier à les rejoindre est Matt Woods (American Nightmare) à la basse, suivi peu après par Mike McKenzie (aussi de The Red Chord) au chant. L'album est publié en 2002 au label allemand Lifeforce Records, et Beyond the Sixth Seal se sépare en 2003.
En 2006, le groupe se reforme comme projet en studio et signe au label Metal Blade Records en avril 2007 pour y publier l'album Resurrection of Everything Tough en mai,,,. Ils publieront quelques démos sur leur page Myspace.

## Membres

### Membres actuels
- Mike « Gunface » McKenzie - chant, guitare (2001-2003, depuis 2006)
- Greg Weeks - basse (2003, depuis 2006)
- Brendan Roche - batterie (1998-2003, depuis 2006)

### Anciens membres
- Ross McCue - guitare
- Justin Chapel - guitare (1998-2003)
- Rob Devlin - guitare (1998-2001)
- Lawrence Kwong - chant (1998-2001)
- Adam Wentworth - basse (2000-2001), guitare (2001-2003)
- Matt Woods - basse (2001-2003)

## Discographie

### Albums studio
- 2002 : Earth and Sphere (Lifeforce Records)
- 2007 : The Resurrection of Everything Tough (Metal Blade Records)

### EP
- 2001 : A Homicide Divine (Voice of Life Records)

### Démos
- 1999 : Genocide Empire
- 2000 : The White Demo
- 2002 : Knives and Guns